# Германская головоломка
«Германская головоломка» — восьмисерийный документальный фильм Владимира Познера, рассказывающий о современной Германии в контексте вопроса о том, что есть немцы. Ведущие — Владимир Познер и Иван Ургант. Музыку к фильму написала дочь Познера — Екатерина Чемберджи. Фильм озвучен и смонтирован ЗАО «Студия ЛУК» Анатолия Вилковыского.
Фильм снимался в 2012 году, первоначально его планировалось показать на телевидении весной 2013 года. Был показан по Первому каналу 5-7 и 11 ноября 2013 года (по две серии в день подряд на месте «Вечернего Урганта»).
Фильм вызвал большой отклик и полярные оценки в российских СМИ и блогосфере; имелось достаточно большое число негативных отзывов. В частности, Познера обвинили в пропаганде антигерманских настроений.

## Серии
| № | Название                  | Дата показа    |
| - | ------------------------- | -------------- |
| 1 | «Немец. Перец. Колбаса»   | 5 ноября 2013  |
| 2 | «Крысолов из Хамельна»    | 5 ноября 2013  |
| 3 | «Стена»                   | 6 ноября 2013  |
| 4 | «Лекарство от ностальгии» | 6 ноября 2013  |
| 5 | «Что есть немецкое»       | 7 ноября 2013  |
| 6 | «Жизнь других»            | 8 ноября 2013  |
| 7 | «Дети Гитлера»            | 11 ноября 2013 |
| 8 | «Моя Германия»            | 12 ноября 2013 |